# دوري اسطنبول لكرة القدم 1917–18
دوري اسطنبول لكرة القدم 1917–18 هو موسم من دوري اسطنبول لكرة القدم ‏. فاز فيه Altınordu İdman Yurdu ‏.